# PSG Lyss
Die PSG Lyss ist ein Handballverein aus Lyss in der Schweiz.
Der Verein hat 5 Herren-, 3 Damen- und 8 Junioren- und Juniorinnen-Mannschaften.

## Geschichte
Ab 1952/53 wurde in der Pfadi-Sport-Gruppe Lyss auch Handball gespielt. Ab 1966 gab es ein geregeltes Handballtraining. 1970 erfolgte die Gründung der PSG Lyss als einer selbständigen Abteilung innerhalb der Pfadfinder.
In der Saison 1984/85 wurde der Aufstieg in die Nationalliga B erreicht. Dies gelang anschliessend noch drei weitere Male. Insgesamt spielte der Verein seit 1981 13 Saisons in der Nationalliga B und 25 Saisons in der 1. Liga.
Der Verein brachte mehrere Nationalspieler hervor:
- Ueli Blatter: 1981
- Thomas Sedioli: 1997–2001
- Martin Stettler: 2000–2006
- Ruedi Joder: 2002–2006
- Benjamin Steiger: 2007–2009